# La Folletière-Abenon

La Folletière-Abenon este o comună în departamentul Calvados, Franța. În 1 ianuarie 2022 avea o populație de 140 de locuitori.